# Обратный отсчёт до нуля
Обратный отсчёт до нуля (англ. Countdown to Zero) — документальный фильм 2010 года британского режиссёра Люси Уокер. В фильме утверждается, что вероятность применения ядерного оружия возросла после окончания Холодной войны из-за терроризма, распространения ядерного оружия, хищения ядерных материалов и оружия и других факторов. 
Кинопрокат фильма в США должен был состояться 9 июля 2010 года, но дату перенесли на 23 июля.

## Производство
В фильме представлены интервью с ведущими государственными деятелями и экспертами, в том числе Тони Блэром, Джимми Картером, Михаилом Горбачёвым, Робертом Макнамарой, Первезом Мушаррафом и Валери Плейм. Пролог фильма озвучил Гэри Олдмен. Музыкальное сопровождение написал Питер Голуб, а песню «The Fixer» написала рок-группа Pearl Jam.
Фильм был разработан, профинансирован и продюсирован Participant Media совместно с Институтом мировой безопасности. Идея фильма впервые пришла продюсерам в голову, когда Нобелевская премия мира была присуждена Альберу Гору после успеха его документального фильма о глобальном потеплении «Неудобная правда». Дайан Вейерманн из Participant Media спросила Уокер, заинтересована ли она в снятии фильма о ядерном оружии, и Уокер ответила утвердительно. Для фильма было опрошено более 84 человек. Global Zero, международная организация, выступающая за ликвидацию ядерного оружия, оказала помощь в производстве фильма.
В заключительных титрах фильма указан номер телефона, на который можно отправить текстовое сообщение в знак протеста против поддержания высокого уровня ядерных арсеналов и слабой безопасности в отношении ядерного оружия и материалов.
Фильм дебютировал на кинофестивале «Сандэнс» в 2010 году, где его показали во Дворце фестивалей вне конкурса. В то время Magnolia Pictures получила права на кинопрокат в Северной Америке. Фильм был показан в частном порядке госсекретарю Хиллари Клинтон, а часть фильма была показана прессе в Национальном пресс-клубе.
Фильм был принят на Каннский кинофестиваль, где был показан вне конкурса.
Тэд Дэйли, автор книги «Апокалипсис никогда» (англ. Apocalypse Never), был приглашён выступить об опасностях ядерного оружия на премьере фильма в Вашингтоне, округ Колумбия. В интервью он сказал, что это совпадение, что книга и фильм вышли практически в одно и то же время и что «Обратный отсчёт до нуля» и «Апокалипсис никогда» имели одинаковые амбиции, и эти амбиции двойственны: 1) поговорить с обычными людьми о ядерной опасности и 2) решением должен быть запрет. Видео, рекламирующее фильм, было создано при содействии литературного журнала Ploughshares Эмерсон-колледжа. Премьерный показ состоялся в кинотеатре E Street Cinema в Вашингтоне, округ Колумбия, билеты на показ были распроданы. Эти показы собрали большое количество людей.

## Критика
В обзоре Daily Variety фильм назван «высокотворческим документальным фильмом» и сделан вывод, что фильм представляет собой «убедительный аргумент в пользу того, что человеческая раса переживает нехватку времени: учитывая количество существующего ядерного оружия, лёгкость, с которой его можно создать, стремление террористов завладеть им и невежество во всём мире в вопросах ядерной безопасности, то, что произойдёт что-то ужасно ужасное, является лишь вопросом времени. Политически актуальная картина, она также буквально напугает мировую аудиторию». Variety также высоко оценил спецэффекты и кинематографию за создание «безупречных изображений». В обзоре Reuters говорится, что фильм «убедительно аргументирован и чрезвычайно отточен», а отдельные его части охарактеризованы как «абсолютно пугающие».
The Wall Street Journal назвал фильм «волосы дыбом» и отметил, что это один из редких документальных фильмов, показанных в Каннах. Джейсон Соломонс в обзоре для The Observer, сказал, что этот фильм был одним из «пяти фильмов, которые стоит посмотреть» в Каннах. The Guardian назвала этот документальный фильм «лучшим фильмом ужасов всех времён», который нельзя пропустить.
Газета The Washington Times резко критиковала фильм. Рецензент заявил, что документальный фильм, судя по всему, был снят «движением пацифистов», и заключил: «Пацифистское послание сказано громко и ясно: «Наш единственный выход — уничтожить все до последней ядерные ракеты»…»